# Phrynobatrachus ghanensis
Phrynobatrachus ghanensis é uma espécie de anfíbio da família Petropedetidae. Pode ser encontrada nos seguintes países: Costa do Marfim e Gana.
Os seus habitats naturais são: florestas subtropicais ou tropicais húmidas de baixa altitude e marismas intermitentes de água doce. Está ameaçada por perda de habitat.